# Plectoptera dorsalis
Plectoptera dorsalis är en kackerlacksart som först beskrevs av Hermann Burmeister 1838.  Plectoptera dorsalis ingår i släktet Plectoptera och familjen småkackerlackor.
Artens utbredningsområde är Puerto Rico. Inga underarter finns listade i Catalogue of Life.